# Тјурин (Ајова)
Тјурин (енгл. Turin) град је у америчкој савезној држави Ајова. По попису становништва из 2010. у њему је живело 68 становника.

## Демографија
Према попису становништва из 2010. у граду је живело 68 становника, што је -7 (-9.3%) становника више него 2000. године.
| Група             | 2000.      | 2010.      |
| Белци             | 74 (98,7%) | 66 (97,1%) |
| Афроамериканци    | 0 (0,0%)   | 2 (2,9%)   |
| Азијати           | 0 (0,0%)   | 0 (0,0%)   |
| Хиспаноамериканци | 0 (0,0%)   | 0 (0,0%)   |
| Укупно            | 75         | 68         |